# Köllnischer Park
Der Köllnische Park ist eine denkmalgeschützte Grünanlage unweit der Spree im Berliner Ortsteil Mitte des gleichnamigen Bezirks. Der rund einen Hektar große Park entstand im 18. und 19. Jahrhundert auf der Fläche früherer Festungsbauten. Auf dem Areal und in der Umgebung sind sehenswerte Bauten aus verschiedenen Jahrhunderten vorhanden.

## Lage, Namensgebung und Verkehrsanbindung

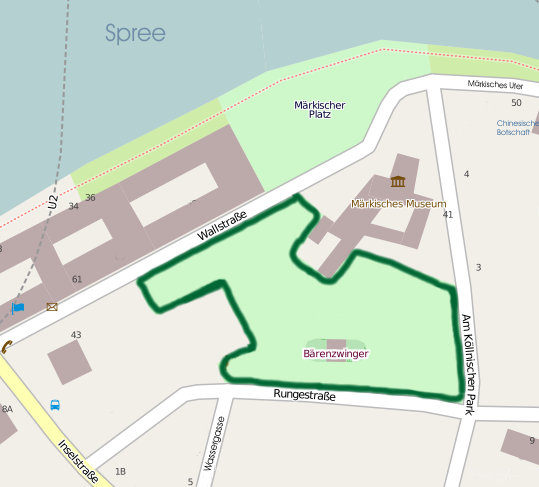
Der Köllnische Park und seine Umgebung

Die nicht deutlich abgegrenzte Grünanlage im Ortsteil Mitte wird umgeben von der Wallstraße im Norden, der Straße am Köllnischen Park im Osten, der Rungestraße im Süden und der Inselstraße im Westen. An der westlichen Seite befinden sich zwischen dem Park und der Straße einige Einzelbauten und das Köllnische Gymnasium. Am Nordrand des großen Geländes, dem Fluss zugewandt, steht der Gebäudekomplex des Märkischen Museums. Die östliche Grenze wird beherrscht von einem Bürohaus mit fünf Etagen, das seit einigen Jahren von der Senatsverwaltung für Stadtentwicklung genutzt wird. Südlich steht das zu Beginn des 20. Jahrhunderts errichtete klinkerverblendete Gebäude, das bis 2003 als zweiter Hauptsitz der AOK-Filiale Berlin diente. 2014 erwarb die Activum SG die Immobilie und baut das Gebäude – unter Mithilfe des Projektentwicklers Home Center Management – zu Eigentumswohnungen um.
Direkt im Gelände des Köllnischen Parks befindet sich der Bärenzwinger, der von 1939 bis 2015 das Gehege für mehrere Generationen Berliner Wappentiere bildete.
Die Grünanlage erhielt im 20. Jahrhundert, nach der wesentlichen Umgestaltung durch den Gartendirektor Gustav Meyer, ihren heutigen Namen, der von der hier befindlichen Ursprungsstadt Kölln des heutigen Berlin abgeleitet ist. Erreichbar ist der Park mit der Linie U2 der Berliner U-Bahn, Station Märkisches Museum, und er wird von dem Linienbus 147 tangiert. Auch der S- und U-Bahnhof Jannowitzbrücke liegt in der Nähe.

## Historische Entwicklung

### Vorgeschichte
Das Gelände des heutigen Köllnischen Parks war der Stadt Kölln vorgelagert, einem Teil der mittelalterlichen Doppelstadt Berlin-Kölln. Bis zur Mitte des 17. Jahrhunderts war hier unbebautes, tiefliegendes sumpfiges Schwemmland der Spree. Nachdem der Große Kurfürst Friedrich Wilhelm 1658 den Bau von Festungsanlagen rund um die Stadt beschlossen hatte, entstand an dieser Stelle die Bastion VII, damals „das Bollwerk im Morast“ genannt. Große Erdaufschüttungen waren notwendig. Die Bauarbeiten dauerten bis 1683, erst 1687 war die Bastion vollständig trockengelegt. Militärisch war die Festung nach der langen Bauzeit schon veraltet, nach 1700 diente sie nur noch dazu, Besucher und Bewohner zu kontrollieren, Fahnenflucht zu verhindern und Einfuhrsteuern zu erheben. König Friedrich Wilhelm I. befahl, die Festung abzutragen, nachdem um das inzwischen stark erweiterte Stadtgebiet eine Zollmauer errichtet worden war. Auf den Bastionen waren schon vorher zivile Bauten entstanden, auf der Bastion VII zum Beispiel vorübergehend eine Windmühle samt Wohnhaus. Um 1700 waren die Festungswälle mit Maulbeerbäumen bepflanzt worden, nur Personen aus „gehobenen Ständen“ durften dort promenieren.

### Gartenanlagen und Park
Im Jahr 1736 gelangte das Gelände als Schenkung Friedrich Wilhelms I. an General Graf zu Waldburg, der darauf ein Haus bauen und einen ausgedehnten Garten anlegen ließ. Nächster Besitzer war der Kaufmann und Bankier David Splitgerber. Er sorgte für die Erweiterung und Verschönerung des Gartens und betrieb am Rande des großen Grundstücks seit 1750 die erste Berliner Zuckersiederei. Der Buchhändler und Schriftsteller Friedrich Nicolai erwähnte den barocken Garten 1779: „Er hat sehr reizende Partien, dazu gehört besonders ein offenes Lusthaus, auf einer kleinen, aber mit hohen Bäumen bewachsenen Anhöhe.“ 1788 musste die Zuckersiederei schließen. Die vorhandenen Gebäude dienten nacheinander als Hospital, als Arbeitshaus und als Irrenanstalt für Männer. Später entstand auf diesem Grundstück das Märkische Museum. Der Garten Splitgerbers wurde von dessen Erben an einen Privatmann verkauft, von dem erwarb ihn 1799 die Freimaurerloge Große National-Mutterloge zu den drei Weltkugeln. Die Freimaurer entwickelten das Grundstück zu einem Landschaftsgarten mit Tempel und Pyramiden, der als eine der schönsten Anlagen Berlins galt.
Eine Neugliederung des Geländes erfolgte 1858/1859, als zur Verbesserung der Verkehrsverbindungen zum Stadtzentrum die Inselstraße durch den Logengarten gelegt wurde. Den größeren östlichen Teil des Gartens musste die Loge an die Stadt verkaufen. Auf diesem Areal wurde zunächst das Köllnische Gymnasium erbaut. Über die Verwendung der Restfläche wurde in städtischen Gremien jahrelang diskutiert. Verschiedene Anträge auf kommerzielle Nutzung wurden mit Hinweis auf den schützenswerten Baumbestand abgelehnt. Am 15. April 1869 beschloss die Stadtverordnetenversammlung, einen öffentlichen Kinderspiel- und „Promenaden-Platz“ einzurichten, bewilligte die benötigten Gelder und drängte auf schnelle Durchführung. Dem Beschluss lag ein Plan des ersten Berliner Gartenbaumeisters Gustav Meyer zugrunde, der einige Neupflanzungen, Gitter und Ruhebänke vorsah. Die Umgestaltung war 1873 abgeschlossen. 1883, nachdem der alte Festungsgraben zugeschüttet worden war, erreichte der Köllnische Park seine heutigen Abmessungen. Nachdem um die Jahrhundertwende das Märkische Museum fertiggestellt war, kam um 1960 eine kleine Fläche direkt am Spreeufer als Promenade mit zu der Parkanlage. Zwischen 1969 und 1971 gab es letztmals größere Veränderungen: die verbliebenen Hügel der ehemaligen Bastion VII wurden abgetragen, dabei fand man unter anderem einen Windmühlenstumpf. Direkt neben dem Museum wurde eine Terrasse angelegt und das Lapidarium eingerichtet – ein Freilichtmuseum mit steinernen Skulpturen und Fragmenten, die vorwiegend als Schmuckelemente an unterschiedlichen Bauwerken angebracht waren. Außerdem wurde der historische Kinderspielplatz in einer ruhigen Ecke des Parks erneuert.
Seit 2014 werden die Kunstwerke restauriert und die Skulpturenterrasse am Märkischen Museum wurde eingezäunt.

## Sehenswürdigkeiten im Park

### Lapidarium
Die Sammlung enthält steinerne Originalkunstwerke und Kopien, die ursprünglich als Schmuck an heute nicht mehr existierenden Bauwerken angebracht waren. Einige sind in die Begrenzungsmauern einer 1969 eigens errichteten Terrasse eingelassen, andere sind frei im Park aufgestellt. An der Mauer der Terrasse finden sich beispielsweise plastische Fragmente von fünf Köpfen, die als Fensterschlusssteine vermutlich am alten Berliner Rathaus in der Spandauer Straße gedient hatten, außerdem zwei allegorische Reliefs, verschiedene Hauszeichen aus dem 17. und 18. Jahrhundert, ein spätgotischer Gewölbeschlussstein, ein Sandsteinrelief aus dem 16. Jahrhundert, das aus dem Berliner Stadtschloss stammt.
Freistehende Objekte der Sammlung: (Auswahl)
- Die überlebensgroße Sandsteinskulptur Herkules im Kampf mit dem Nemëischen Löwen, 1787 von Gottfried Schadow entworfen und 1791 von Conrad Nicolas Boy ausgeführt, schmückte ursprünglich eine Brücke über den Königsgraben (in der Nähe des heutigen S-Bahnhofs Hackescher Markt). Hundert Jahre später, 1891 wurde die Gruppe auf die Herkulesbrücke über den Landwehrkanal am Lützowplatz versetzt, gelangte 1934 in ein Depot und 1971 in den Köllnischen Park.
- Kopie einer Gruppe von drei aus Sandstein gefertigten Putten; das Original gehört zur Balustrade des Neuen Palais in Potsdam,
- Terrakotta-Brunnen aus dem Garten einer Villa in Berlin-Hirschgarten, hergestellt in der Mitte des 19. Jahrhunderts nach Motiven der italienischen Renaissance,
- eine groß dimensionierte Schmuckvase aus Sandstein mit Griffen in Form von Bocksköpfen, Kopie aus der Schule des Barockbildhauers Friedrich Christian Glume (1714–1752), nach einem antiken Vorbild angefertigt für die Attika der Kolonnaden von Schloss Sanssouci.

### Zille-Denkmal und Neorenaissance-Brunnen
Neueren Datums und damit nicht typisch für die Bildwerke des Parks ist das Bronzestandbild des Zeichners Heinrich Zille (Spitzname: „Pinselheinrich“), gestaltet 1964/1965 von dem Bildhauer Heinrich Drake für die im Treptower Park erfolgte Ausstellung Plastik und Blumen. Die Skulptur wurde nach Beendigung der Freiluftausstellung hierher umgesetzt und ist in der Berliner Landesdenkmalliste enthalten.
Am Köllnischen Park Ecke Rungestraße wurde 1971 ein historischer Brunnen wiederaufgestellt, der aus einem privaten Garten aus Berlin-Hirschgarten stammt. Er wurde um 1860 angefertigt und erhielt nach der Kunstrichtung die Bezeichnung Neorenaissance-Brunnen. Wegen dringender Sanierungsarbeiten war er im Jahr 2009 eingehaust, sodass er kaum zu erkennen war.

### Wusterhausener Bär
Der Wusterhausener Bär (auch: Wusterhausischer Bär, Wusterhauser Bär oder Baer) ist ein Rest der ehemaligen Festungsanlagen, der ursprünglich auf dem Hof der Neuen Jakobstraße 10 stand. Von dort wurde er 1893 in den Köllnischen Park versetzt. Der runde, kleine Turm, aus Ziegeln gemauert und mit einer verzierten Kuppel aus Sandstein versehen, war Teil eines Stauwehrs, mit dem der Wasserstand im Festungsgraben geregelt wurde. Der Ausdruck „Bär“ ist vom lateinischen berum (= ‚das Wehr‘) abgeleitet. Der Wusterhausener Bär an der Bastion VII bekam seinen Namen offenbar, weil ganz in der Nähe der Weg nach Wusterhausen vorbeiführte. Der Rundbau ist von einer Haube mit Waffentrophäe bekrönt und in das Lapidarium einbezogen.

### Galerie

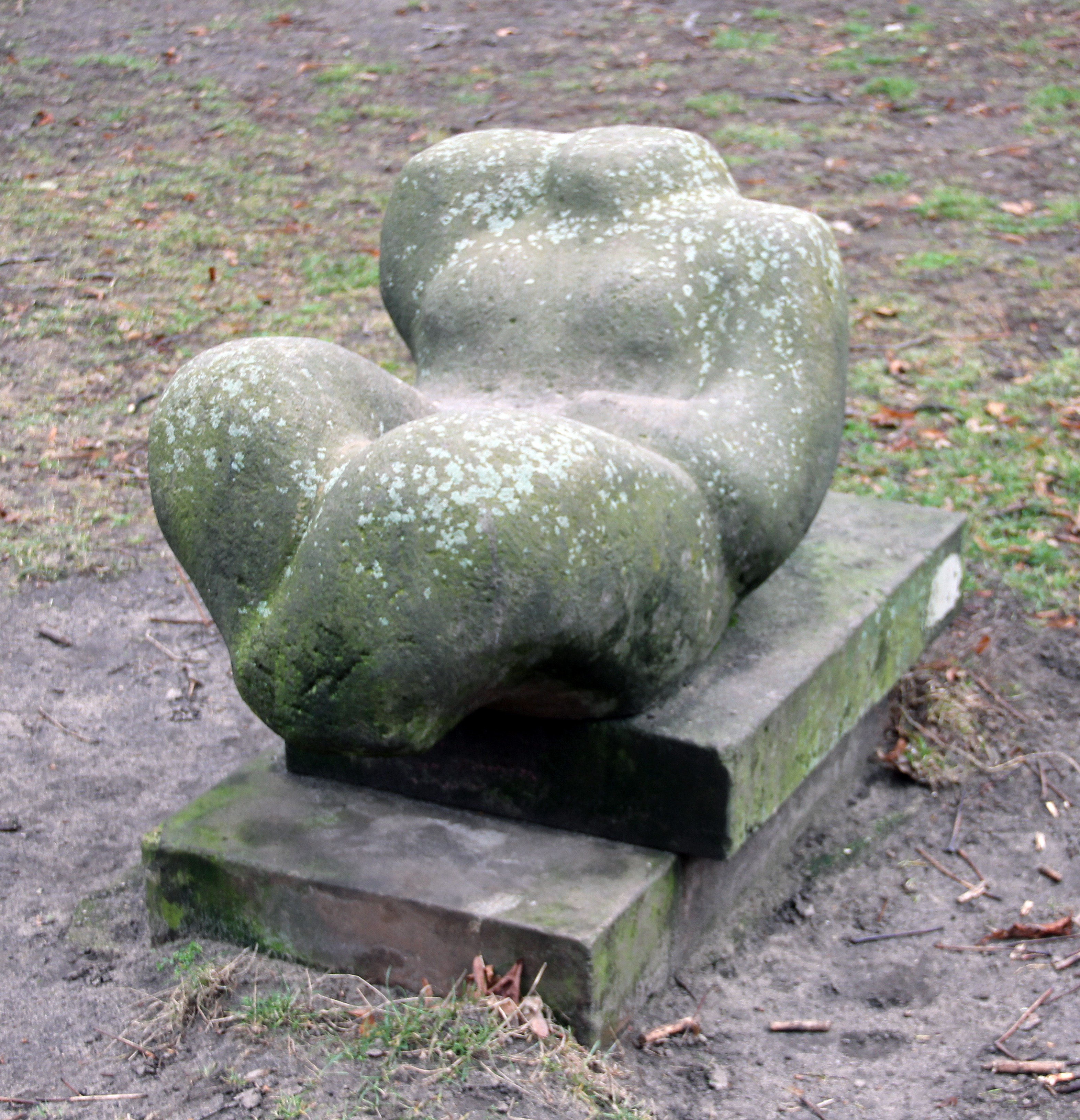
Große Liegende von Hans Bautz, 1949
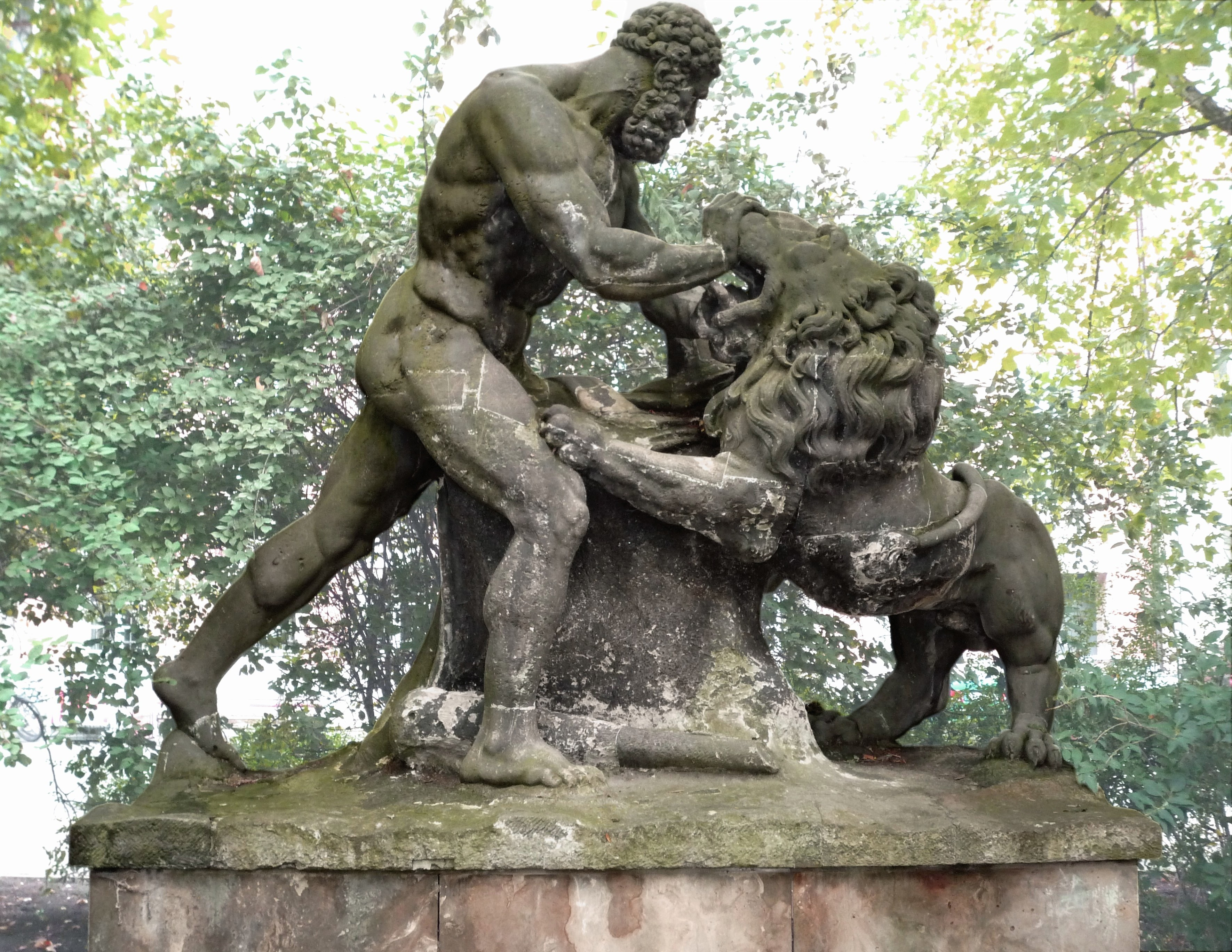
Herkules im Kampf mit dem Nemeischen Löwen
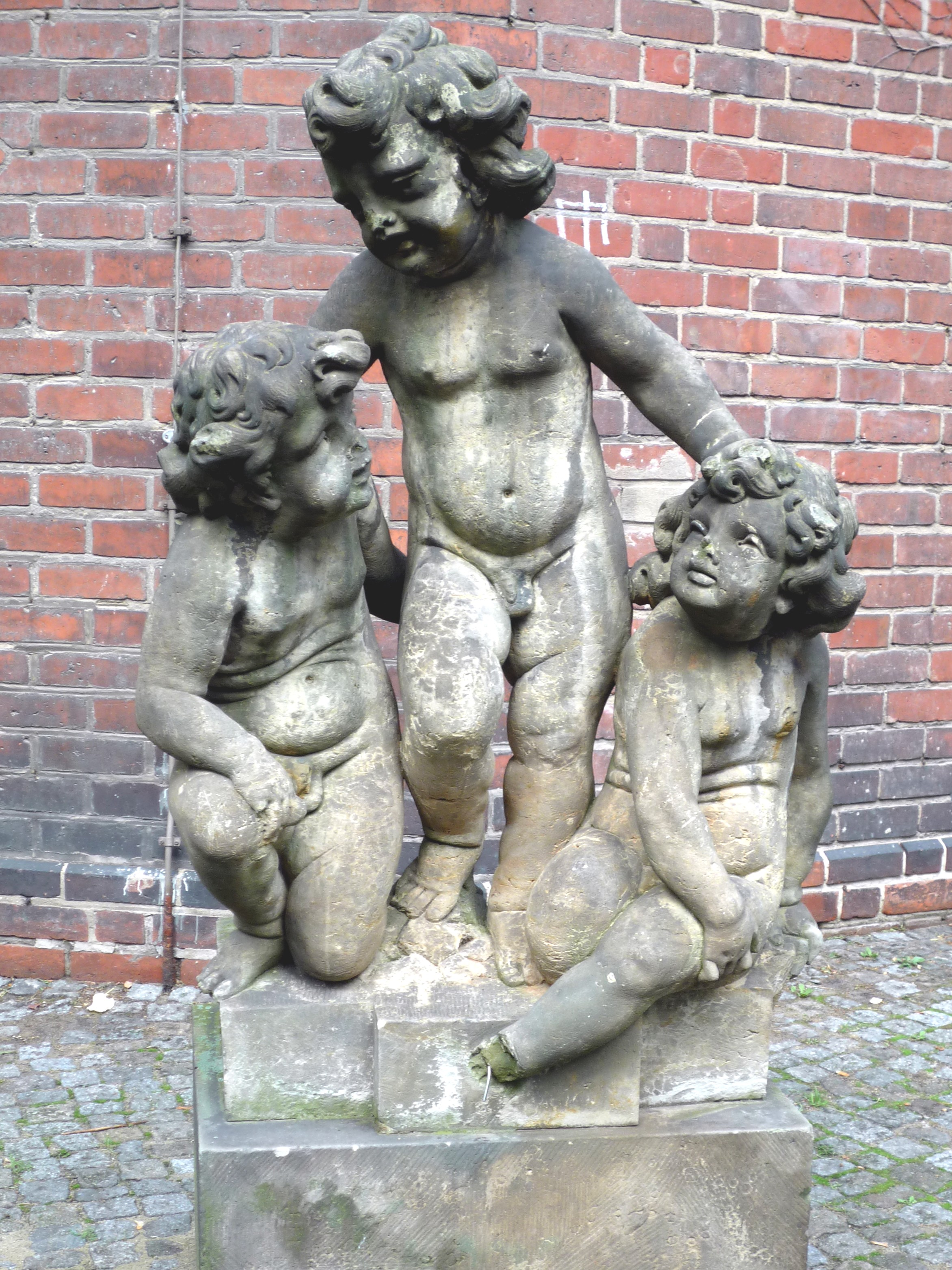
Puttengruppe
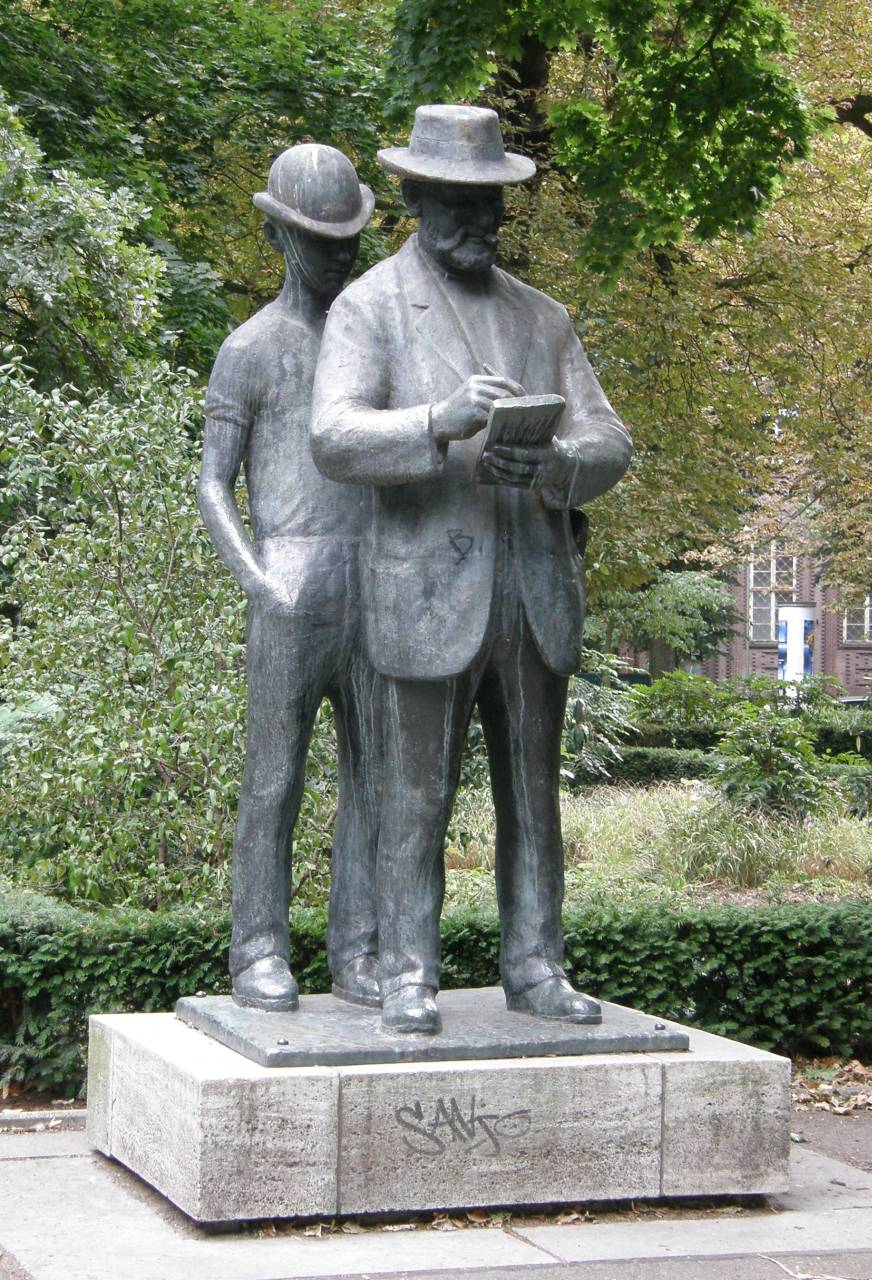
Zille-Denkmal von Heinrich Drake
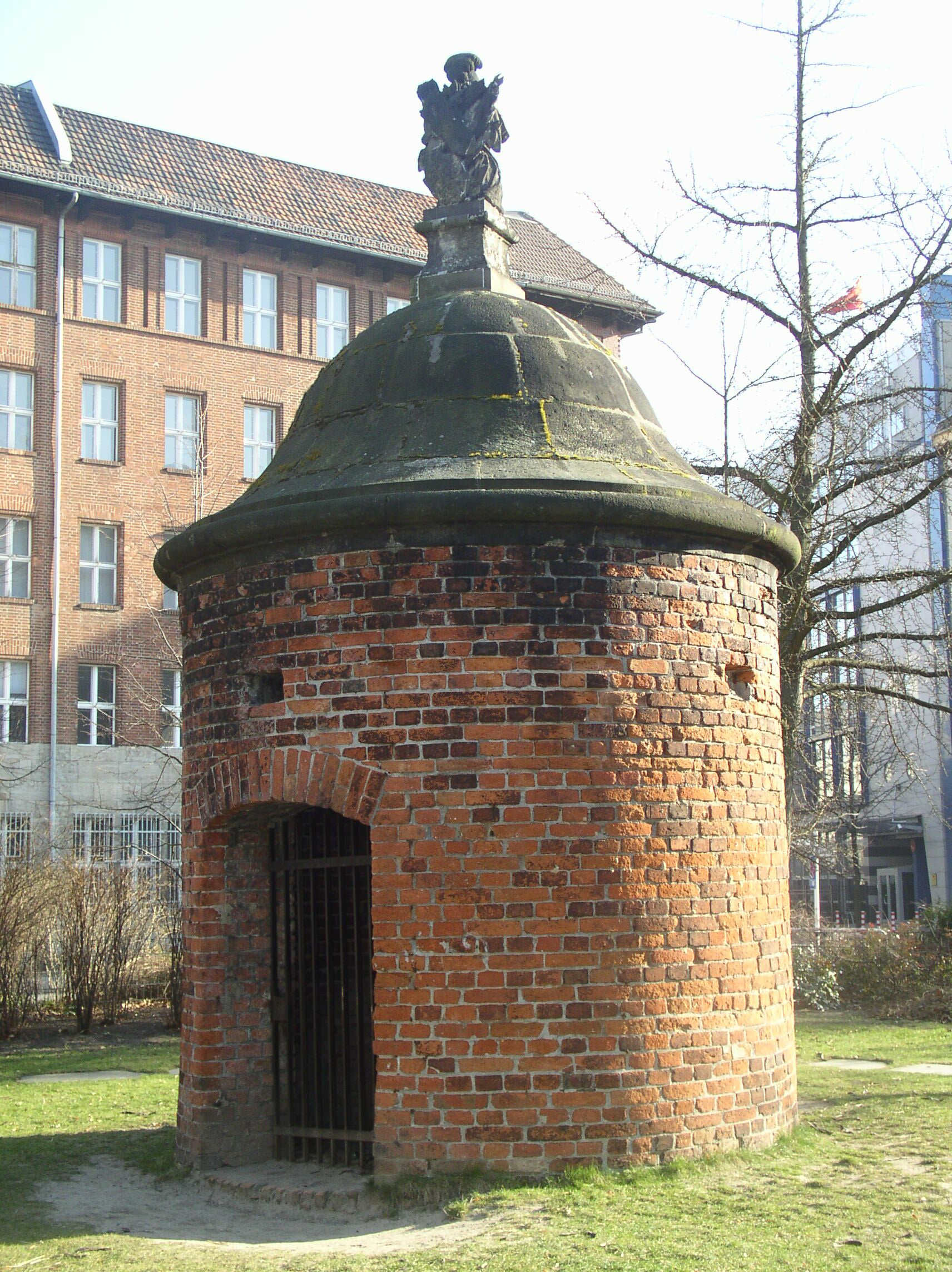
Wusterhausener Bär
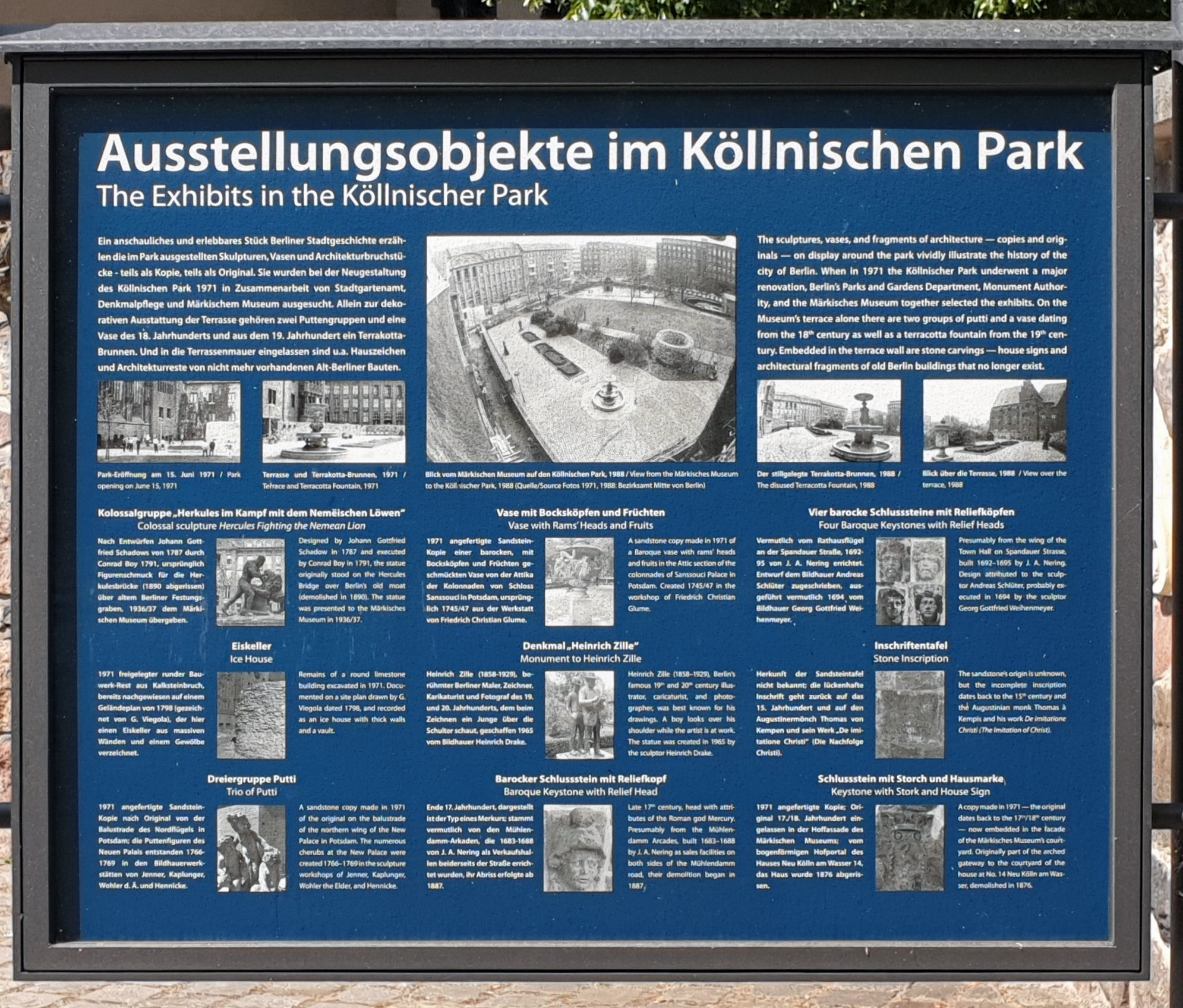
Ausstellungsobjekte im Köllnischen Park

## Bebauung

### Märkisches Museum
Das Märkische Museum ist das bedeutendste Gebäude auf dem Gelände des Köllnischen Parks. Nach Entwürfen des langjährigen Berliner Stadtbaurates Ludwig Hoffmann wurde es zwischen 1901 und 1907 erbaut. Die Gebäudeteile repräsentieren verschiedene Bauwerke der Mark Brandenburg und Norddeutschlands aus den Stilepochen Romanik, Gotik und Renaissance. Die Museumsräume wurden im architektonischen Gestus (der „Stimmung“, wie Hoffmann es ausdrückte) den darin ausgestellten Objekten der Berliner und Märkischen Geschichte angepasst.

### Bärenzwinger

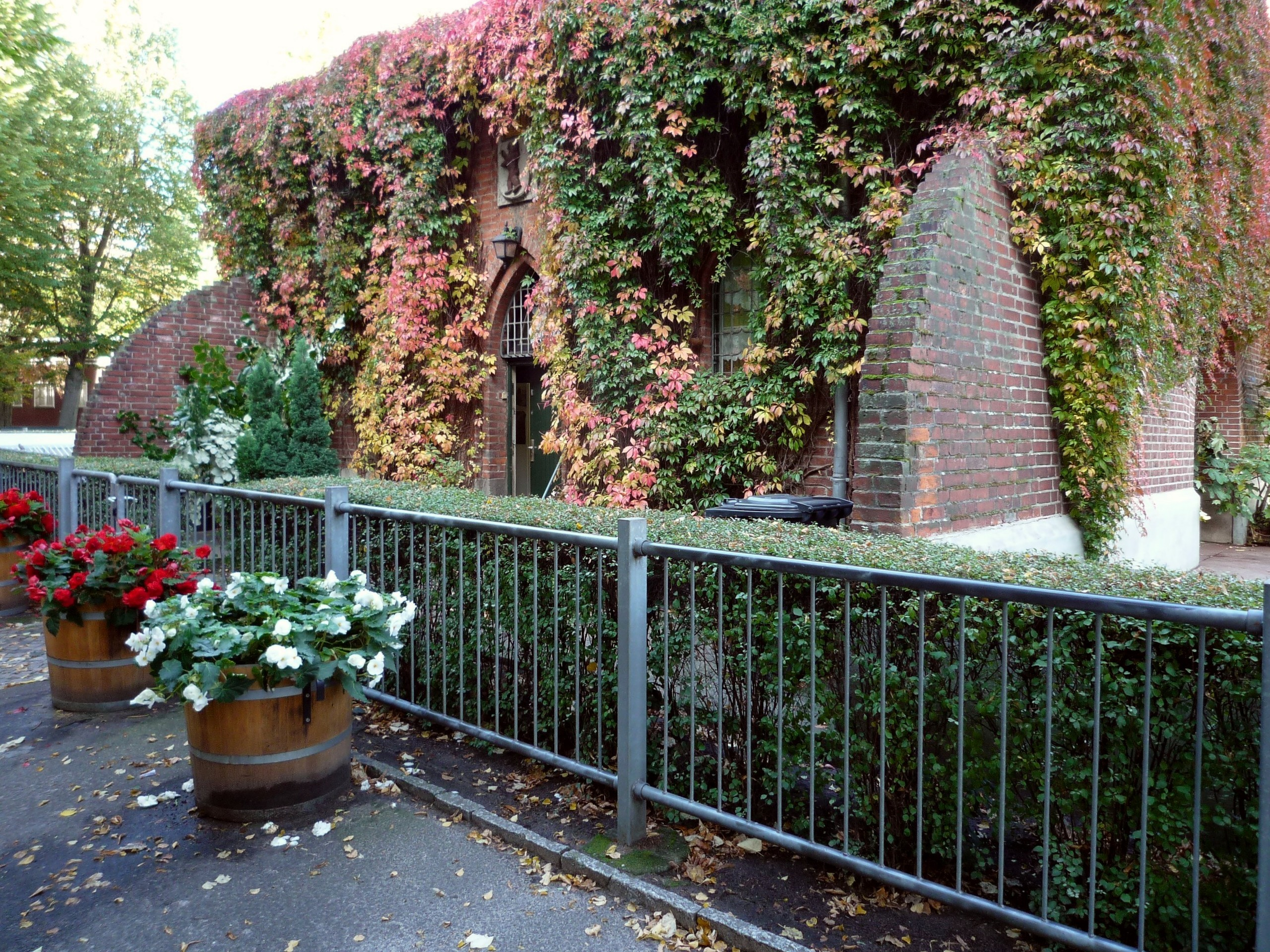
Mitteltrakt des Bärenzwingers

Der Bärenzwinger direkt am südlichen Zugang zum Köllnischen Park entstand auf einer Fläche, auf der sich von 1900 bis zum Herbst 1938 ein Straßenreinigungsdepot mit öffentlicher Bedürfnisanstalt befunden hatte. Ein erster Teil dieser kleinen Anlage war bereits im Jahr 1928 fertig und nahm die Berliner Wappentiere auf. Erst am 17. August 1939 wurde der Zwinger offiziell in Betrieb genommen. Von nationalsozialistischen Amtsträgern war zuvor kritisch gefragt worden, ob es in der politisch angespannten Situation kurz vor Beginn des Zweiten Weltkriegs nicht Wichtigeres gäbe, als eine Unterkunft für die Berliner Wappentiere zu errichten; der Berliner Oberbürgermeister Julius Lippert, selbst ein engagierter Funktionär des NS-Regimes, ließ den geplanten Bau dennoch ausführen, um Wünschen der Bevölkerung zu entsprechen. Ein rot geklinkerter Mitteltrakt enthielt drei Käfige und verschiedene Funktionsräume, dazu kamen zwei Auslaufflächen mit Wassergräben. Bis heute ist die Anlage im Wesentlichen unverändert geblieben. Vier Bären starben im Krieg, einer überlebte und kam in den Zoologischen Garten Berlin. Erst 1949 wurde der teilweise zerstörte Zwinger rekonstruiert und mit zwei Bären neu besetzt. Im Jahr 1990 drohte die Schließung, weil im damaligen Stadtbezirk kein Geld für notwendige Modernisierungsmaßnahmen vorhanden war. Nach heftigen Protesten aus der Einwohnerschaft übernahm der Senat die Kosten, die Käfige erhielten Fußbodenheizung, eine Lichtkuppel wurde eingebaut und die Hauselektrik erneuert. Im April 1993 konnten die beiden Bärinnen Maxi und Schnute sowie der damalige Stadtbär Thilo ihre Anlage wieder beziehen. Von Tierschutzvereinen gab es Kritik an der nicht artgerechten Haltung der Berliner Wappentiere, sie wollten die Anlage schließen und die beiden Bären in einen Bärenpark abgeben. Nach mehrfachen Versuchen, dieses Ziel auf dem Klageweg zu erreichen, wurde Ende 2013 entschieden, dass die verbliebene Bärin Schnute, die am 18. Januar 1981 hier geboren wurde, „bis an ihr Lebensende“ in diesem Zwinger verbleiben darf. Die Bärin Maxi ist im August 2013 gestorben, Bärin Schnute, die an Arthrose litt, wurde am 11. Oktober 2015 im Alter von 34 Jahren eingeschläfert. Der Zwinger ist seitdem unbesetzt.
Nach einigen Diskussionen und Untersuchungen wurde im Juni 2017 beschlossen, die denkmalgeschützte Anlage zu einem Lehr- und Lernort zu machen. Im Beschluss heißt es dazu konkret: „[…] kann sich der ehemalige Bärenzwinger zu einem Ort für ressortübergreifenden und bürgernahen Wissenstransfer entwickeln, der über breitflächiges, öffentliches und institutionelles Kooperationspotential verfügt und zum ersten Mal für eine breite Öffentlichkeit zugänglich wird.“ Für diese Entwicklung waren im Bezirkshaushalt 110.000 Euro eingeplant, die Einweihung erfolgte im Jahr 2019.

### Von der Landesversicherungsanstalt zum Senats-Dienstgebäude
Dem Bau und Bezug des Gebäudekomplexes am Köllnischen Park war im Rahmen der Umsetzung der Bismarckschen Sozialgesetzgebung am 23. Mai 1890 die Gründung der Invaliditäts- und Alters-Versicherungsanstalt Berlin in der Stadtvogtei am Molkenmarkt 1 vorausgegangen, die 1894 in der Klosterstraße 41 ihren Verwaltungssitz genommen hatte. Im Zuge der reichsweiten Vereinheitlichung der vielfältigen Amtsbezeichnungen der deutschen Rentenversicherungen wurde die Anstalt 1900 als Landesversicherungsanstalt Berlin (LVA Berlin) umfirmiert. Der große Baudenkmalkomplex östlich des Köllnischen Parks (heutige Adresse Am Köllnischen Park 3) wurde 1903/1904 nach Plänen des Architekten Alfred Messel als Verwaltungszentrale der ehemaligen LVA Berlin bezeichnete Anstalt im Stil des Spätexpressionismus in barockisierenden Formen gebaut. Architektonisch gliedert sich das Gebäude in neunzehn Achsen, deutlich betont durch Kolossalpilaster. Es besaß nach seiner Fertigstellung einen sechseckigen Dachturm mit geschweifter Haube auf dem Mansarddach. In den horizontalen Brüstungsfeldern ist die Fassade mit allegorischen Figuren, simulierten Balustern oder Schmuckkartuschen mit Handwerkssymbolen (beispielsweise ein Bügeleisen zwischen zwei Scheren) aus Muschelkalkstein sparsam dekoriert. Die Flächengestaltung mit roten Klinkern ist auf das gleichzeitig errichtete Märkische Museum abgestimmt. Das Gebäude wird durch ein zentrales Treppenhaus erschlossen und verfügt über einen großen und einen kleinen Sitzungssaal, eine ehemalige einliegende Direktorenwohnung und zwei Innenhöfe. Über dem südlichen Seitenportal befindet sich eine Männerfigurengruppe in klassischer Darstellung und der Spruch „Einer für alle – alle für einen“.
Nach kriegsbedingten Reparaturen beherbergte das Bauwerk zwischen zirka 1950 und 1989 die Verwaltung der Staatlichen Sozialversicherung der DDR.
Ab 1990 wurde das Gebäude saniert, es ist nunmehr Sitz von Fachabteilungen und Servicebereichen der Senatsverwaltung für Umwelt, Verkehr und Klimaschutz.

### Haus am Köllnischen Park

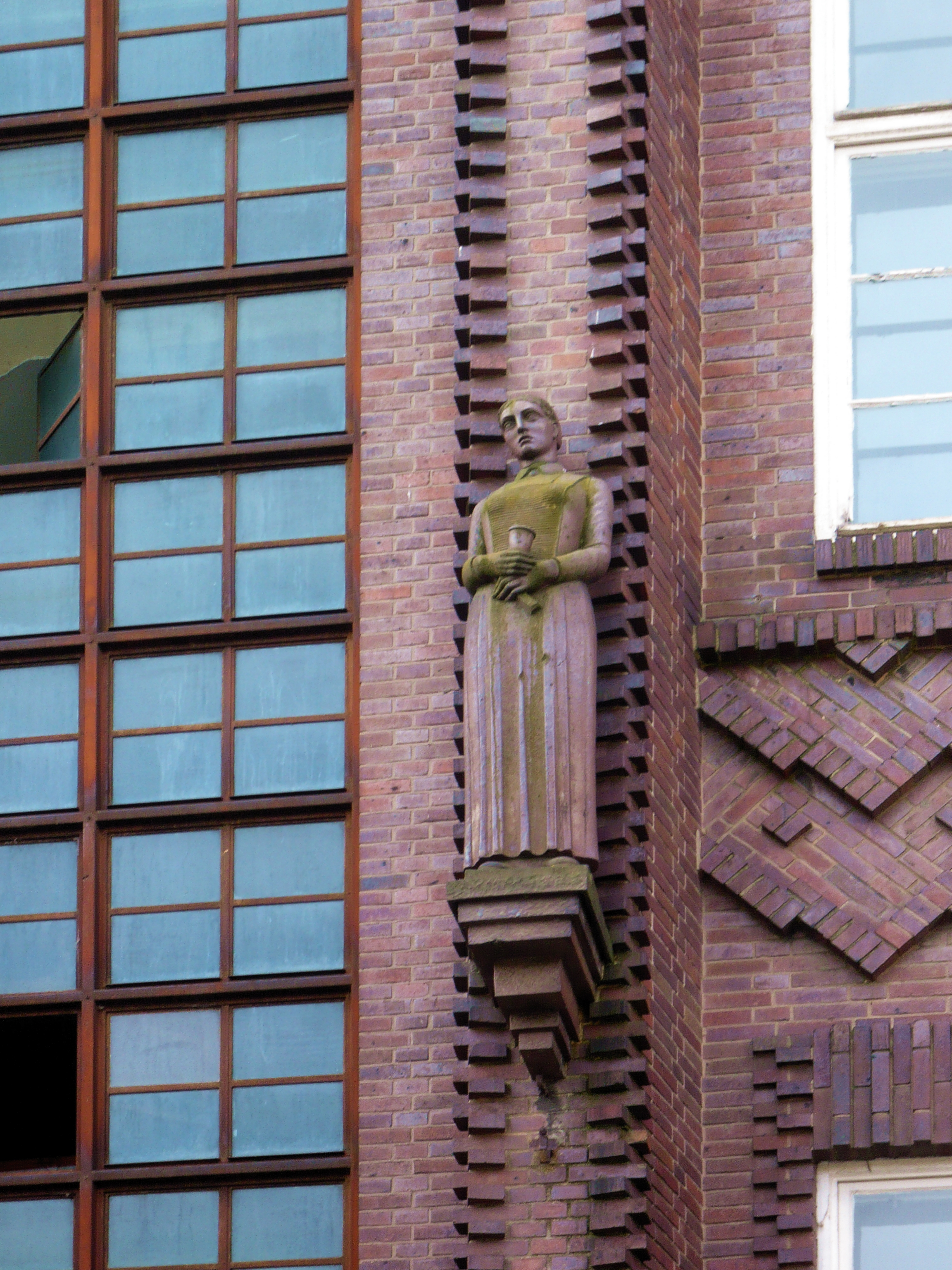
Schmuckfigur an der Fassade des AOK-Gebäudes

Das Haus auf der Südseite der Rungestraße entstand in den 1930er Jahren als Klinkerverblendbau im Stil des Expressionismus nach Plänen des Architekten Alfred Gottheiner (1874–1940) für die Zentralverwaltung der AOK Berlin. Der Gebäudekomplex besteht aus einem langgestreckten Trakt an der Rungestraße mit zwei rückwärtigen Flügelbauten und einem Westbauteil an der Wassergasse. Der achtachsige Mittelbau mit einem Portal, einladender Freitreppe und einer plastisch gestalteten Fassade beherrscht die Straßenfront.
In der DDR-Zeit beherbergte das Gebäude ab 1955 die Parteihochschule der SED. Die Parteihochschule war eine offizielle staatliche Hochschule mit einer Eintragung in das Hochschulregister der DDR, die auch das Promotions- und Habilitationsrecht besaß. In bis zu dreijähriger Studienzeit wurden Funktionäre für DDR-Gremien und auch junge Sozialisten aus Entwicklungsländern ausgebildet oder in Kurzlehrgängen qualifiziert. An der Straße Am Köllnischen Park entstand 1971 ein Erweiterungsbau, der für Großveranstaltungen wie Kongresse, Ausstellungen, Jugendweihefeiern usw. genutzt wurde. Dieser Gebäudekomplex trug den Namen „Haus am Köllnischen Park“, womit später das gesamte Bauensemble bezeichnet wurde.
Nach der Abwicklung der Parteihochschule im Jahr 1990 erhielt die AOK nach einigem Leerstand ihre Immobilie zurück. Sie nutzte den Komplex bis 2003, dann wurde alles an den Projektentwickler Vivacon verkauft. Nach dessen Insolvenz fand sich im Jahr 2013 ein neuer Eigentümer, der die bestehenden Altbauten zu Eigentumswohnungen umbauen lässt. Der entstehende Komplex wird als Metropol Park vermarktet. Das inzwischen abgerissene eigentliche Haus am Köllnischen Park wurde durch Neubauten in Blockrandbebauung ersetzt und als Embassy vermarktet.

### Von der Volksbadeanstalt zu einem Gewerbebau
Die Volksbadeanstalt, ein Gebäude im Schweizer Landhausstil an der westlichen Seite des Köllnischen Parks, stammt aus dem Jahr 1888. Der gemeinnützige Berliner Verein für Volksbäder ließ den Bau errichten, um „der weniger bemittelten Bevölkerung Berlins die Wohltat eines warmen Bades zu jeder Jahreszeit zu dem denkbar billigsten Preise zukommen zu lassen“. Die Stadt Berlin stellte das Baugrundstück zur Verfügung und gab einen finanziellen Zuschuss. Ein Wannenbad kostete damals in der I. Klasse 50 Pfennige und in der II. Klasse 25 Pfennige, ein Brausebad 25 beziehungsweise 10 Pfennige – Handtuch und Seife inklusive. Seit 1945 wird das Haus von verschiedenen städtischen Dienststellen genutzt.

## Weitere Bauten in der Umgebung des Parks
- Chinesische Botschaft in Berlin, Märkisches Ufer / Brückenstraße
- Marinehaus, Märkisches Ufer
- Jannowitzbrücke
- eine historische Litfaßsäule vom Beginn des 20. Jahrhunderts in der Rungestraße[24]
- Fabrikgebäude an der Straßenecke Rungestraße 2/Wassergasse, das um 1890 als „Etagenfabriken“ errichtet worden ist.[25]